# Кръста
Кръста е връх разположен във Витоша, България. Има височина 1560,9 m.